# Ghiacciaio del Mont Durand
Il ghiacciaio del Mont Durand (pron. fr. AFI: [mɔ̃ dyʁɑ̃]; in francese: Glacier du Mont Durand) è un ghiacciaio della Svizzera che scende dal Grand Combin.

## Descrizione
Nel 2010 aveva una lunghezza di 5,5 chilometri per una superficie appena superiore ai 6 km², con la fronte glaciale posta a 2402 metri di quota.
Il torrente proglaciale confluisce dopo un breve corso nella Drance de Bagnes, nel bacino idrografico del Rodano.

## Variazioni frontali recenti
Nell'ultimo secolo si è registrato un regresso di diverse centinaia di metri, interrotto da una breve fase di avanzamento negli anni '90 del novecento.

Evoluzione del ghiacciaio in metri (1881-2002).
In verde, le differenze di lunghezza cumulative. In rosso, le variazioni di lunghezza annuali.